# 迦南 (緬因州)
迦南（英語：Canaan）是一個位於美國緬因州薩默塞特縣的鎮。

## 人口
根據2020年美國人口普查的數據，迦南的面積為109.12平方千米，當中陸地面積為106.60平方千米，而水域面積為2.51平方千米。當地共有人口2193人，而人口密度為每平方千米20人。